# Woronino (przystanek kolejowy)
Woronino (ros. Воронино) – przystanek kolejowy w sąsiedztwie dieriewni Woronino, w rejonie smoleńskim, w obwodzie smoleńskim, w Rosji. Leży na linii Moskwa - Mińsk - Brześć.